# 바이아노 (아벨리노도)
바이아노(이탈리아어: Baiano)는 이탈리아 캄파니아주 아벨리노도의 코무네다.